# حب آنابيل
حب آنابيل هو فيلم من نوع دراما ورومانسية أُصدر في 2006. الفيلم من إخراج كاثرين بروكس.

## طاقم التمثيل
- كيفين مكارثي
- Gustine Fudickar ‏
- ميشيل هورن
- إيرين كيلي
- لورا بريكينريدغ
- Diane Gaidry [الإنجليزية]‏
- إيلين غراف

## الإنتاج
موسيقى الفيلم التصويرية كانت من تأليف جوديث مارتن.

## الاستقبال

### الميزانية والإيرادات
ميزانية الفيلم كانت اكتر 900,000 ألف دولار
أما الإيرادات كانت 4,2 مليون دولار

## وصلات خارجية
- حب آنابيل على موقع IMDb (الإنجليزية)
- حب آنابيل على موقع روتن توميتوز (الإنجليزية)
- حب آنابيل على موقع نتفليكس (الإنجليزية)
- حب آنابيل على موقع ألو سيني (الفرنسية)
- حب آنابيل على موقع Turner Classic Movies (الإنجليزية)
- حب آنابيل على موقع أول موفي (الإنجليزية)
- حب آنابيل على موقع فيلمافينيتي (الإسبانية)
- حب آنابيل على موقع قاعدة بيانات الفيلم (الإنجليزية)
- حب آنابيل على موقع ليتربوكسد (الإنجليزية)
- حب آنابيل على موقع كينوبويسك (الروسية)